# 사랑이 필요할 때
《사랑이 필요할 때》(영어: Touchy Feely)는 2013년 공개된 미국의 코미디 드라마 영화이다.

## 줄거리
안마 치료사 애비는 갑자기 모든 피부에 혐오를 느끼기 시작하면서 휴직에 들어간다. 연애 관계도 덩달아 위기를 맞이한다.

## 출연
- 로즈마리 디윗
- 엘런 페이지
- 조시 파이스
- 앨리슨 재니
- 론 리빙스턴
- 스쿠트 맥네리
- 토모 나카야마

## 기타 제작진
- 공동 제작: 레이시 레빗, 멜 에슬린
- 미술: 존 래빈
- 조감독: 제이 스미스